# La Esfinge
La Esfinge (La Sfinge), chiamata anche Torre de Parón, è una montagna (5.325 m) della Cordillera Blanca, nel dipartimento di Ancash, in Perù.

## Aspetto fisico
La Esfinge, al contrario delle montagne innevate che la circondano, si presenta come un grosso pilastro di granito ben visibile dal lago di Parón. Fa parte del massiccio montuoso chiamato Macizo del Huandoy e, pur non essendone una delle cime maggiori, è molto famosa tra i rocciatori di tutto il mondo per la sua parete est, un muro roccioso la cui altezza varia tra i 750 ed i 900 m.

## Origine del nome
Nel corso degli anni alla montagna sono stati dati moltissimi nomi. Dall'originario Cerro Colca a Cerro Parón, fino a Torre Aguja e Torre de Parón. Nel 1982 l'alpinista spagnolo Antonio (Sevi) Gómez Bohórquez pensò che il cerro ricordava la forma di una sfinge e nel 1983 lo mostrò direttamente al collega Jesús Gálvez. Entrambi si trovavano allora sulla Cordillera Blanca per affrontare la parete nord-est del Huandoy. Gálvez allora nei propri appunti riportò "La Esfinge" perché veramente da lontano la sua figura sembrava una sfinge egizia. Questo nome, grazie al suo connazionale Antonio Gómez Bohorquez, si sarebbe poi imposto sui precedenti. Tuttavia, Bohórquez rivendica per questa montagna il nome che le attribuirono i suoi primi scalatori, Cerro Parón o Cerro de Parón, che non va confuso con la Torre de Parón (Cerro Torohuacra) e sostiene che "La Esfinge" dovrebbe essere un nome non accettabile da parte delle autorità geografiche peruviane.

## Alpinismo
La prima facile salita alla cima, effettuata da una cordata tedesca nel 1955, è oggi usata come discesa dai rocciatori che si cimentano con le difficoltà elevate della parete est, dove dopo la prima via, aperta nel 1985 da Antonio Gómez Bohorquez e Onofre García, si sono succedute numerose altre vie su roccia di estrema difficoltà.